# Pseudogastromyzon changtingensis
Pseudogastromyzon changtingensis és una espècie de peix de la família dels balitòrids i de l'ordre dels cipriniformes.